# Legge Bottai
La legge 1º luglio 1940, n. 899 - nota come legge o riforma Bottai - era una legge del Regno d'Italia sul sistema scolastico nazionale, promulgata durante il ventennio fascista dal ministro dell'educazione nazionale Giuseppe Bottai e approvata dal Gran Consiglio del Fascismo.

## Sintesi
La riforma coinvolgeva l'intero sistema scolastico del Regno d'Italia e aveva come obiettivo quello di facilitare l'accesso alle scuole superiori anche da parte dei ceti meno abbienti, nel contesto di quello che venne definito "umanesimo fascista".
In particolare, la riforma dava maggiore importanza alla scienza e alle attività manuali, ponendole sullo stesso piano delle discipline umanistiche, preponderanti nell'istruzione superiore dell'epoca; la riforma mirava a ampliare gradualmente la mobilità sociale verticale, senza incorrere nel rischio di fenomeni come l'inflazione dei titoli di studio e l'ipercredenzialismo.

## Contenuti

### La scuola materna ed elementare
La riforma stabiliva l'obbligo di frequentare la scuola materna e suddivideva la scuola elementare (detta "del primo ordine") in due cicli: 
- la scuola elementare triennale, a sua volta divisa in urbana e rurale, con diversi orari e programmi didattici, che doveva servire a dare una prima concreta formazione del carattere[4] e
- la scuola del lavoro biennale, volta a suscitare gusto, interesse e coscienza del lavoro manuale attraverso esercitazioni pratiche.[4][5]

### La scuola media e superiore
La scuola media (detta "del secondo ordine") veniva divisa in tre corsi: 
- la scuola artigiana triennale era concepita per il ceto rurale e per i piccoli insediamenti e si divideva in vari indirizzi (commerciale, industriale, nautica, agricola, artistica)
- la scuola professionale triennale, di maggiore rilievo rispetto alla prima, era rivolta a chi volesse proseguire gli studi in una scuola tecnica. In particolare i corsi biennali che ad essa potevano seguire erano: computista commerciale; capo d'opera tecnico industriale o nautico; pratico agrario.[7]
- La scuola media triennale preparava gli alunni al liceo e all'università (come sarà poi nelle riforme del 1963 - 1977).[8]

La scuola superiore (detta "del terzo ordine") veniva divisa in cinque corsi:
- Liceo classico (quinquennale)
- Liceo scientifico (quinquennale)
- Istituto professionale per agrari, per geometri, per periti industriali, per gente di mare (quadriennale)
- Istituto magistrale (quinquennale)
- Istituto tecnico commerciale e mercantile (quinquennale)[7]